# Наукова організація праці

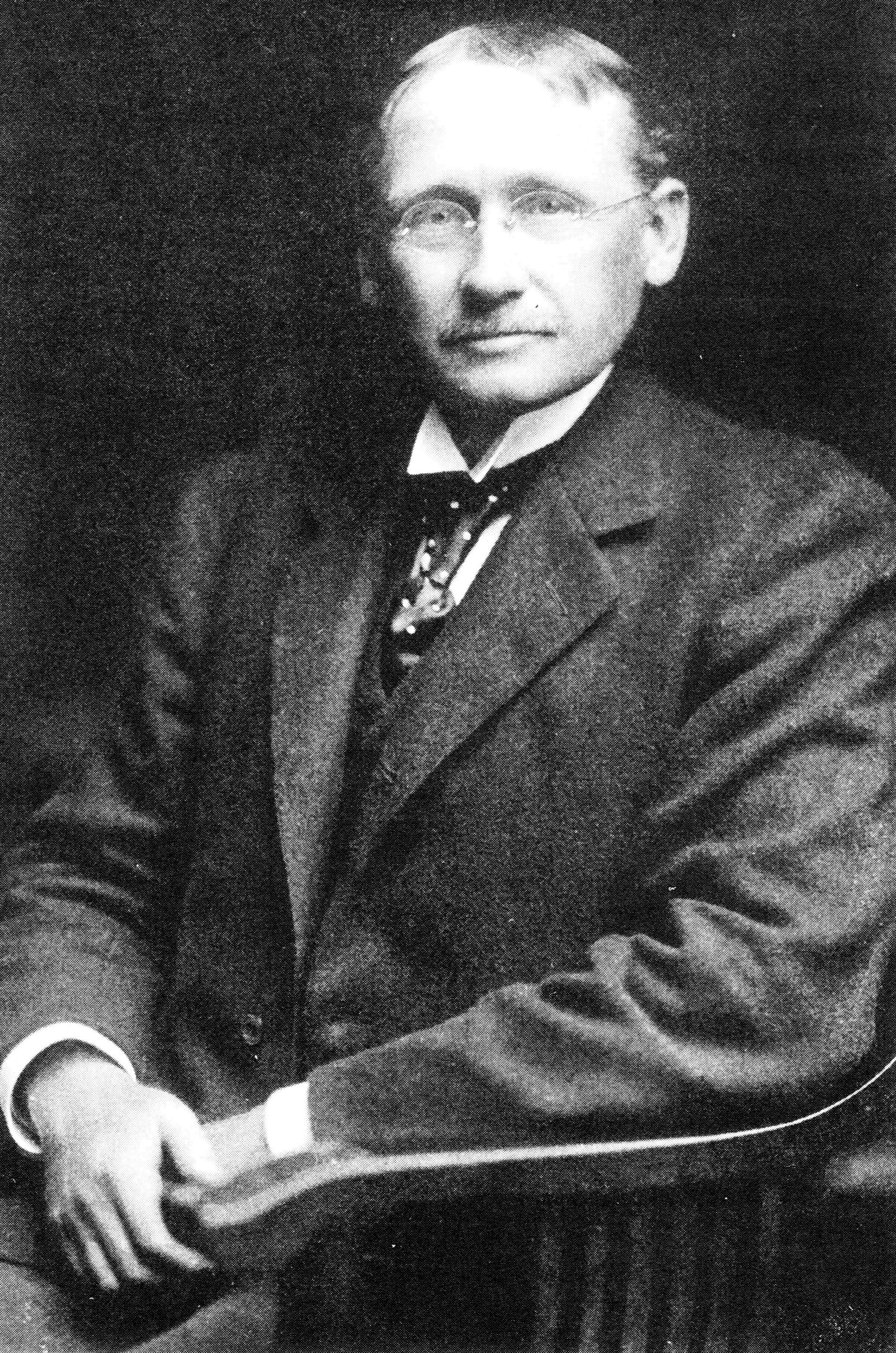
Frederick Taylor 1856—1915

Науко́ва організа́ція пра́ці (НОП) — процес вдосконалення організації праці на основі досягнень науки і передового досвіду. Терміном «НОП» характеризують зазвичай поліпшення організаційних форм використання живої праці в рамках окремо взятого трудового колективу (наприклад, підприємства).
Організація праці повинна розглядатися з двох боків:
- як стан системи, що складається з конкретних взаємопов'язаних елементів і відповідає цілям виробництва;
- як систематична діяльність людей по впровадженню нововведень в існуючу організацію праці для приведення її у відповідність з досягнутим рівнем науки, техніки і технології.

Праця людей в процесі виробництва організовується під впливом розвитку продуктивних сил і виробничих відносин. Тому організація праці завжди має дві сторони: природно-технічну і соціально-економічну. Ці сторони тісно пов'язані між собою і визначають зміст організації праці.
У 1918 році в Празі було засновано дослідницьку організацію «Масарик-Академія праці» (The Masaryk Academy of Labour) для вивчення цього питання.